# Prashant Madanmohan
 (mai 2025).
La mise en forme du texte ne suit pas les recommandations de Wikipédia : il faut le « wikifier ».
Les points d'amélioration suivants sont les cas les plus fréquents. Le détail des points à revoir est peut-être précisé sur la page de discussion.
- Les titres sont pré-formatés par le logiciel. Ils ne sont ni en capitales, ni en gras.
- Le texte ne doit pas être écrit en capitales (les noms de famille non plus), ni en gras, ni en italique, ni en « petit »…
- Le gras n'est utilisé que pour surligner le titre de l'article dans l'introduction, une seule fois.
- L'italique est rarement utilisé : mots en langue étrangère, titres d'œuvres, noms de bateaux, etc.
- Les citations ne sont pas en italique mais en corps de texte normal. Elles sont entourées par des guillemets français : « et ».
- Les listes à puces sont à éviter, des paragraphes rédigés étant largement préférés. Les tableaux sont à réserver à la présentation de données structurées (résultats, etc.).
- Les appels de note de bas de page (petits chiffres en exposant, introduits par l'outil «  Source ») sont à placer entre la fin de phrase et le point final[comme ça].
- Les liens internes (vers d'autres articles de Wikipédia) sont à choisir avec parcimonie. Créez des liens vers des articles approfondissant le sujet. Les termes génériques sans rapport avec le sujet sont à éviter, ainsi que les répétitions de liens vers un même terme.
- Les liens externes sont à placer uniquement dans une section « Liens externes », à la fin de l'article. Ces liens sont à choisir avec parcimonie suivant les règles définies. Si un lien sert de source à l'article, son insertion dans le texte est à faire par les notes de bas de page.
- La présentation des références doit suivre les conventions bibliographiques. Il est recommandé d'utiliser les modèles {{Ouvrage}}, {{Chapitre}}, {{Article}}, {{Lien web}} et/ou {{Bibliographie}}. Le mode d'édition visuel peut mettre en forme automatiquement les références.
- Insérer une infobox (cadre d'informations à droite) n'est pas obligatoire pour parachever la mise en page.

Pour une aide détaillée, merci de consulter Aide:Wikification.
Si vous pensez que ces points ont été résolus, vous pouvez retirer ce bandeau et améliorer la mise en forme d'un autre article.
 (mai 2025).
Prashant Madanmohan, connu sous le nom de plume Dr. Leander, né le 31 juillet 1985 à Thanjavur (Tamil Nadu), est un chirurgien orthopédiste indien, auteur, et innovateur en santé. Il est principalement reconnu pour ses travaux sur le contrôle cognitif, la mémoire, et la philosophie appliquée à la médecine. Il est le fondateur de la plateforme Cognishift.org, qui promeut les échanges entre médecine, philosophie et arts.

## Biographie
Prashant Madanmohan a suivi des études médicales à l’Université médicale d'État d’Erevan, où il obtient un diplôme en sciences médicales. Il poursuit sa formation en Inde au Madras Medical College et obtient la certification de l’examen DNB en orthopédie du National Board of Examinations à New Delhi. Il est inscrit au registre médical indien.

## Carrière médicale et scientifique
D’abord orthopédiste praticien, il développe un intérêt pour les techniques d’amélioration cognitive, qu’il explore dans son livre The Monk With A Stethoscope (2023). Il a également publié un ouvrage de préparation aux concours de surspécialité en orthopédie.

## Travaux littéraires
L’œuvre littéraire de Prashant Madanmohan allie spiritualité, histoire, et mémoire. Il est notamment l’auteur de :
- The Monk With A Stethoscope (2023), mémoire philosophique sur la maîtrise de l'esprit et de la mémoire[4],[5]
- Armenian Spiritual Sanctuaries (2023), sur les monastères arméniens, soutenu par l’ambassade d’Inde en Arménie[6].
- Armenian Legacy in India (2024), une étude culturelle soutenue par le Centre culturel Avetik Isahakyan.
- The God of Deserted Memories (2025), roman sur la mémoire partagée entre l’Inde, la France et l’Arménie[7],[8]

Il est également l’auteur d’une biographie de l’artiste arménien Lems Nersisyan publiée en 2023

## CogniShift
En 2023, il fonde Cognishift.org, un institut promouvant des dialogues transdisciplinaires entre médecine, art et philosophie. L’organisation a également lancé les CogniShift Excellence Awards.

### Contributions littéraires
Le Dr. Prashant Madanmohan est l'auteur de The Monk with a Stethoscope, qui combine les connaissances médicales avec la sagesse spirituelle, offrant des aperçus sur le contrôle de l'esprit, la maîtrise de la mémoire et le plan transcendantal de l'existence. Dans le livre, il écrit sur la puissance de l’Arménie et la riche culture du peuple arménien. Ses habitudes inspirantes de son séjour en Arménie. Il a également écrit sur le génocide arménien. Le livre a été salué par la critique du célèbre artiste Lems Nersisyan. Il a également écrit une biographie de l'artiste-pédagogue arménien Lems Nersisyan en anglais en 2023 à Chennai, en Inde.
Prashant Madanmohan écrit sous le pseudonyme « Dr. Leander » et est l'auteur de :
The Monk with a Stethoscope - Le moine au stéthoscope (2023) : un mémoire philosophique.
Armenian Spiritual Sanctuaries - Les sanctuaires spirituels arméniens, une étude complète des monastères perdus, a été parrainée par l'ambassade de l'Inde à Erevan,.
Armenian Legacy in India - L'héritage arménien en Inde (2024) a été parrainé par le Centre culturel central Avetik Isahakyan,.
The God Of Deserted Memories - Le Dieu des souvenirs désertés (2025) est un roman qui explore l’héritage culturel franco-arménien-indien. Sa présentation à la Lalit Kala Akademi de Chennai a été couverte par Business Standard et ThePrint, et les missions diplomatiques de France et d'Arménie l'ont félicité,,.
Réception critique
Un article publié dans le magazine Forward Pathway, « Pratiques artistiques interculturelles : remodeler l’identité et le patrimoine à l’ère numérique », salue la contribution du Dr Madanmohan à la fusion des motifs traditionnels et des nouvelles formes médiatiques comme « un pont fonctionnel entre le passé et le présent », soulignant son influence sur les communautés littéraires et artistiques,.
Prashant Madanmohan a également coordonné :
- "Le Dieu des souvenirs désertés" Festival d'art et de littérature du samedi organisé à Lalit Kala Akademi en mai 2025, présentant 42 œuvres originales de Marie Poghosyan et mettant en vedette des diplomates de France et d'Arménie[21].
- les prix annuels Monalisa D'Amour (mai 2025), qui ont célébré le travail des femmes écrivaines et artistes ; a été couvert par ANI News[22].
- Célébrations de Noël indo-arméniennes (janvier 2025) à l'église arménienne de Chennai, avec la participation d'éminents diplomates indiens et arméniens[23]
- Exposition d'art diplomatique à l'ambassade de l'Inde à Erevan (mai 2024)[24].
- Événement de dialogue artistique et littéraire franco-arménien-indien à la Lalit Kala Akademi (2025)[25].

### Contributions scientifiques
Le Dr Prashant Madanmohan a participé à un certain nombre de travaux scientifiques et de publications dans des revues. Il est l’auteur de livres sur l’orthopédie.
Prashant Madanmohan :
- Conférencier invité au 109e anniversaire du génocide arménien (New Delhi, 2024)[27].
- Honoré par les dirigeants de la communauté et les organismes culturels indo-arméniens[28].
- Contributions scientifiques[29].